# الحصن (القبيطة)

تعديل مصدري - تعديل

الحصن هي إحدى قرى عزلة الهجر هدلان بمديرية القبيطة التابعة لمحافظة لحج، بلغ تعداد سكانها 650 نسمة حسب تعداد اليمن لعام 2004.